# Kap Dimitrijew
Das Kap Dimitrijew (russisch Мыс Дмитриева Mys Dimitrijewa) ist ein Kap an der ostantarktischen Georg-V.-Küste. Es ragt 28 km westlich des Kap Hudson in die Somow-See.
Luftaufnahmen des Kaps entstanden bei der US-amerikanischen Operation Highjump (1946–1947) und bei der Zweiten Sowjetischen Antarktisexpedition (1956–1958). Benannt ist es nach dem sowjetischen Marinenavigator I. N. Dimitrijew, einem Teilnehmer der Forschungsreise.